# Белошапка
Белошапка — село в Гайском районе Оренбургской области.

## Население
| 2010 |
| ---- |
| 136  |

На 1 января 1975 года в селе проживал 291 человек, на конец 1997 года — 193 человека, в 2002 году — 195 человек.

## География
До райцентра (г. Гай) — 74 километра.